# Homocystéine
L'homocystéine est un acide aminé non protéinogène soufré résultant du catabolisme de la méthionine ou de la cystathionine. Son nom provient de sa structure analogue avec la cystéine, cet autre acide aminé ayant un groupement méthylène –CH2– en moins. La cystéine, par contre, entre dans la fabrication des protéines. L'homocystéine peut être recyclée en méthionine ou convertie en cystéine en présence de la vitamine de type B.L'homocystéine peut être recyclée en méthionine ou convertie en cystéine en présence de la vitamine de type B. L’homocystéine a été découvert en 1933 par Vincent du Vigneaud, biochimiste.

## Métabolisme
L'enzyme méthylènetétrahydrofolate réductase permet la destruction de l'homocystéine. Cet enzyme utilise comme cofacteur la vitamine B9 et l'administration de ce dernier permet donc la diminution du taux sanguin d'homocystéine. L'homocystéine'enzyme est codé par le gène MTHFR qui possède plusieurs allèles. La présence de certains types d'allèles augmenterait ainsi le taux d'homocystéine et le risque de maladie cardiovasculaire. Il a été proposé que l'homocystéine a pu jouer un rôle important dans l'apparition de la vie sur terre.

## Valeurs normales
| Sexe   | Âge       | Limite inférieure | Limite supérieure | Unité  | Élevées                      | Cible thérapeutique        |
| Femmes | 12–19 ans | 3,3               | 7,2               | μmol/L | > 10,4 μmol/L ou > 140 μg/dl | < 6,3 μmol/L ou < 85 μg/dL |
| Femmes | 12–19 ans | 45                | 100               | μg/dL  | > 10,4 μmol/L ou > 140 μg/dl | < 6,3 μmol/L ou < 85 μg/dL |
| Femmes | > 60 ans  | 4,9               | 11,6              | μmol/L | > 10,4 μmol/L ou > 140 μg/dl | < 6,3 μmol/L ou < 85 μg/dL |
| Femmes | > 60 ans  | 66                | 160               | μg/dL  | > 10,4 μmol/L ou > 140 μg/dl | < 6,3 μmol/L ou < 85 μg/dL |
| Hommes | 12–19 ans | 4,3               | 9,9               | μmol/L | > 11,4 μmol/L ou > 150 μg/dL | < 6,3 μmol/L ou < 85 μg/dL |
| Hommes | 12–19 ans | 60                | 130               | μg/dL  | > 11,4 μmol/L ou > 150 μg/dL | < 6,3 μmol/L ou < 85 μg/dL |
| Hommes | > 60 ans  | 5,9               | 15,3              | μmol/L | > 11,4 μmol/L ou > 150 μg/dL | < 6,3 μmol/L ou < 85 μg/dL |
| Hommes | > 60 ans  | 80                | 210               | μg/dL  | > 11,4 μmol/L ou > 150 μg/dL | < 6,3 μmol/L ou < 85 μg/dL |

Autre classification[réf. nécessaire] :
- 9 µmol·l-1 = hyperhomocystéinémie légère ;
- 11–25 µmol·l-1 = hyperhomocystéinémie modérée ;
- 25–50 µmol·l-1 = hyperhomocystéinémie intermédiaire ;
- 50–500 µmol·l-1 = hyperhomocystéinémie sévère.

## Physiologie
Il s'agit d'une substance pro-inflammatoire dont le rôle dans l'athérosclérose a été suspecté en 1969 par McCully. Il n'est cependant pas encore prouvé si la relation entre des niveaux élevés d'homocystéine dans le sérum est causale pour l'athérosclérose ou si une homocystéinémie élevée n'est qu'un indicateur. Quelques formes congénitales d'hyperhomocystéinémie et d'hyperhomocystéinurie sont décrites.

## Différentes pathologies dans lesquelles une hyperhomocystéinémie a été retrouvée
Des taux élevés d'homocystéine dans le sang (hyperhomocystéinémie) ont été associés avec certaines pathologies, cardiaques, neurologiques, rhumatismales ou psychiatriques.
Même si des taux élevés d'homocystéine ont été détectés chez des sujets atteints d'affections cardiovasculaires, la réduction des niveaux d'homocystéine ne diminuerait pas le risque cardiovasculaire ni la mortalité, d'après la collaboration Cochrane.
L'homocystéine pourrait affecter l'immunité, l'état de fatigue particulièrement chez les personnes agéees, les capacités cognitives,.